# Joseba Albizu
Joseba Albizu Lisazo (Azpeitia, Guipúzcoa, España, 6 de julio de 1978) es un ciclista español.

## Trayectoria
Debutó como profesional en 2003 con el equipo Mercatone Uno. En su etapa profesional consiguió una victoria y la única gran vuelta en la que participó fue la Vuelta a España, en la edición de 2004.
Tras su retirada participa en pruebas de resistencia, especialmente de ciclismo de montaña, con el equipo amateur MMR Powerade.

## Palmarés
2003
- Giro del Friuli

## Resultados en Grandes Vueltas
Durante su carrera deportiva consiguió los siguientes puestos en las Grandes Vueltas:
| Carrera | Carrera         | 2003 | 2004 | 2005 | 2006 |
| ------- | --------------- | ---- | ---- | ---- | ---- |
|         | Giro de Italia  | ―    | ―    | ―    | ―    |
|         | Tour de Francia | ―    | ―    | ―    | ―    |
|         | Vuelta a España | ―    | Ab.  | ―    | ―    |

―: No participa

Ab.: Abandono

## Equipos
- Mercatone Uno (2003)
- Euskaltel-Euskadi (2004-2006)